# Château de La Marche
Pour l’article homonyme, voir Château de la Marche (Marnes-la-Coquette).
 (février 2025).
Si vous disposez d'ouvrages ou d'articles de référence ou si vous connaissez des sites web de qualité traitant du thème abordé ici, merci de compléter l'article en donnant les références utiles à sa vérifiabilité et en les liant à la section « Notes et références ».
Le château de La Marche est situé sur la commune de Villegaudin en Saône-et-Loire.

## Description
Le château, construit à proximité d'un étang par l'abbé Claude Fyot, comportait un corps de logis de plan rectangulaire entre deux pavillons en avancée sur chacune des deux façades. Une basse cour précédait ce corps de logis. Le salon était peint de fresques représentant le festin des dieux.
De nos jours, on découvre, sur le bord de la route, les écuries et une partie des communs. À l'emplacement même du château, il ne reste que les douves, intactes, revêtues de briques et de pierres de taille. Deux socles de pierre encadrent quelques marches et, entre deux pilastres en bossage, un portail est surmonté des armoiries en ferronnerie des anciens seigneurs de La Marche et des Fyot.
Armoiries des Fyot : D'azur au chevron d'or, accompagné de trois losanges du même
Le château est une propriété privée et ne se visite pas.

## Historique
- XIIe siècle : un château est attesté dès cette époque
- 1317 : Renaud de La Marche fonde une chapelle dans sa maison forte
- XIVe siècle : plusieurs seigneurs de La Marche sont baillis et maîtres des foires de Chalon
- 1434 : Philippe de La Marche, gruyer de Bourgogne, épouse Jeanne Bouton du Fay
- XVe siècle : leur fils, Olivier de La Marche, diplomate et chroniqueur, est le plus célèbre de la lignée
- XVIe siècle : la terre passe aux Lénoncourt
- 1636 : le domaine est vendu aux Fyot, qui agrandissent le domaine
- 1682 : Claude Fyot, premier comte de Bosjean abbé commendataire de Saint-Étienne de Dijon, fait bâtir une vaste demeure, héritée par son neveu Claude-Philippe Fyot de La Marche, deuxième comte de Bosjean en 1721
- 1763 : Lettres patentes d'érection de La Marche en marquisat, au profit de Claude-Philippe Fyot de La Marche et de ses héritiers
- 1768 : à la mort de Claude-Philippe Fyot de La Marche, premier président au Parlement de Dijon, son fils Jean-Philippe Fyot de La Marche lui succède
- 1772 : mort du précédent, sans enfants, la Marche est hérité par son oncle Jacques Philippe Fyot de La Marche (1702-1774)
- 1774 : son fils Jean Fyot de La Marche (1744-1822)
- 1822 : son fils Barthélemy Félix Fyot de La Marche (1766-1842), dernier marquis de La Marche
- 1842 : le château est passe à Antoine-Félix de Beaurepaire (1836-1883) unique héritier de son parrain le marquis de La Marche
- 1861 : le château, qui appartient à Antoine-Félix de Beaurepaire, est détruit par les flammes
- époque moderne: propriété de M. Bedoiseau